# Beroidae
Nuda Chun, 1879 (o Atentacolati) è la classe degli Ctenophora che comprende un solo ordine, Beroida, monofamiliare nella famiglia Beroidae Eschscholtz, 1825. Beroidae include due generi:  Beroe e Neis, i quali sono comunemente chiamati congiuntamente "beroidi".
I beroidi si distinguono dagli altri ctenofori da una totale assenza di tentacoli, sia negli stadi giovanili che adulti. Hanno un celenteron molto ramificato ed un corpo appiattito, approssimativamente dalla forma oblunga, quasi conica, con una larga apertura che funge da bocca ed un'ampia cavità gastrovascolare. Molti canali meridionali si diramano dalla cavità interna e formano una fitta rete di diverticoli nella mesogloea.
Le specie Beroe si trovano in tutti gli oceani ed i mari del pianeta, mentre il genere monospecifico Neis è presente solo nei mari australiani.
I beroidi si nutrono di piccoli animali marini e zooplancton. L'elemento primario della loro dieta sono altri ctenofori, molti dei quali di dimensioni maggiori. Cacciano attivamente, inseguendo la preda che viene totalmente consumata dopo la cattura. Alcune specie usano i macrocigli disposti attorno alla bocca come fossero denti, rompendo la preda in pezzi più piccoli prima di inghiottirla.

## Tassonomia
Siccome non vi sono fossili conosciuti per gli atentacolati, non è possibile confrontare il gruppo con altri ctenofori moderni. Tradizionalmente, Nuda è una classe separata dai Tentaculata, i quali hanno tutti almeno dei tentacoli rudimentali. Questa suddivisione non è però soddisfacente alla luce degli studi morfologici e molecolari e la relazione con gli altri ctenofori non è chiara. La complessità dei dati ottenuti da analisi sul rRNA suggerisce che la suddivisione tradizionale in due generi proposta da Hinde sia troppo semplicistica. Comunque, la monofilia della classe Nuda (e quindi dei beroidi) è ampiamente accettata, a causa dell'assenza di tentacoli e la presenza di macrocigli come carattere secondario comune, o sinapomorfia.
Vi sono approssimativamente 25 specie, raggruppate in due generi dell'unica famiglia Beroidae. Sia la famiglia Beroidae che l'ordine Beroida sono stati creati dallo zoologo tedesco Johann Friedrich von Eschscholtz, rispettivamente nel 1825 e nel 1829.